# Travis McCabe
Travis McCabe (Prescott, Arizona, 12 de mayo de 1989) es un ciclista estadounidense que fue profesional desde agosto de 2013 hasta 2020.

## Palmarés
2013
- 1 etapa del Nature Valley Grand Prix

2014
- USA Cycling National Racing Calendar
- 1 etapa del Redlands Bicycle Classic
- Winston Salem Cycling Classic
- 1 etapa de la Joe Martin Stage Race
- 1 etapa del Nature Valley Grand Prix
- 2.º en el Campeonato de Estados Unidos en Ruta

2016
- 1 etapa de la Joe Martin Stage Race
- 1 etapa del Tour de Gila
- 1 etapa del Tour de Utah
- 3.º en el Campeonato de Estados Unidos en Ruta

2017
- 1 etapa del Herald Sun Tour[3]
- 2 etapas del Tour de Langkawi
- 1 etapa del Tour de Utah

2018
- 2 etapas del Tour de Utah
- 1 etapa del Colorado Classic[4]

2019
- 1 etapa del Tour de Langkawi
- 1 etapa del Tour de Gila